# Ayuntamiento de Hamburgo

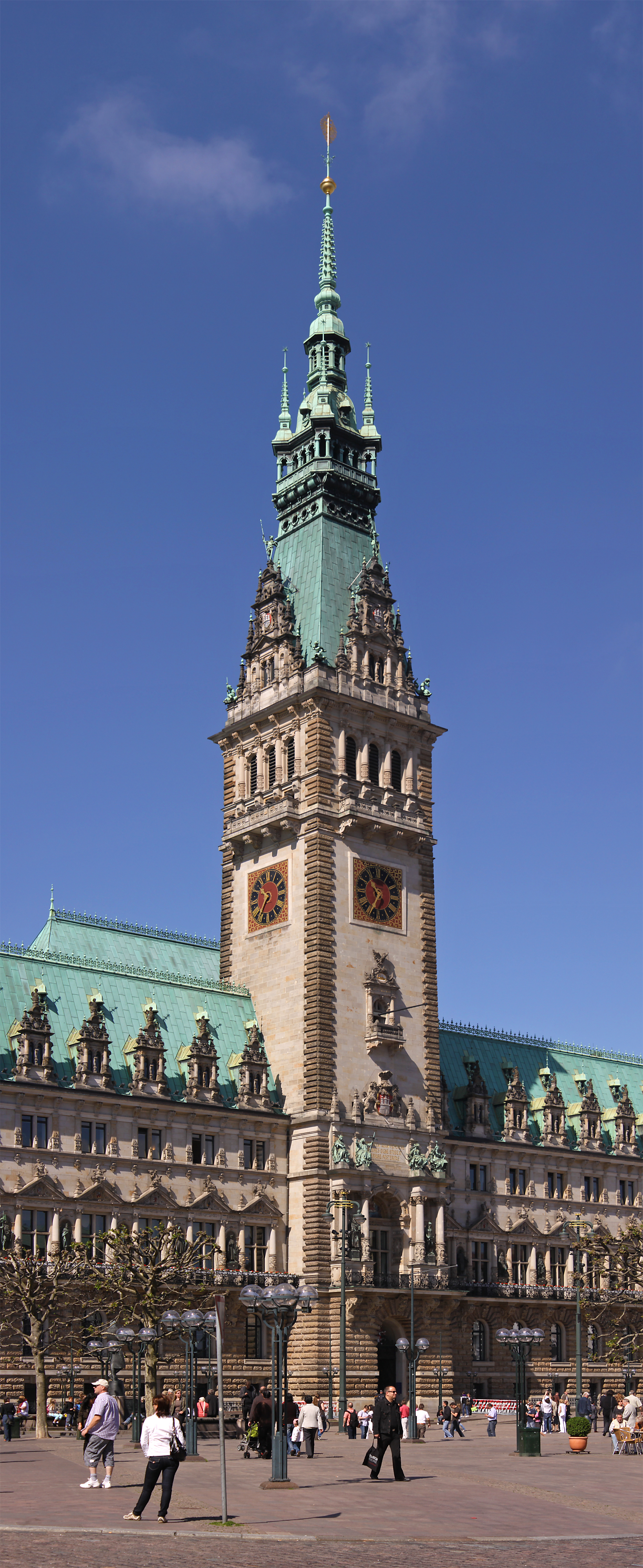
La torre del Ayuntamiento

El Ayuntamiento de Hamburgo (en alemán, Hamburg Rathaus) es el ayuntamiento (Rathaus) de Hamburgo, Alemania. Se sitúa en el barrio Altstadt en el centro de la ciudad, cerca del lago Binnenalster y la estación central. Construido entre 1886 y 1897, el ayuntamiento aún alberga sus funciones gubernamentales, con la oficina del alcalde de Hamburgo y las salas de reuniones del Parlamento y el Senado de Hamburgo.

## Historia

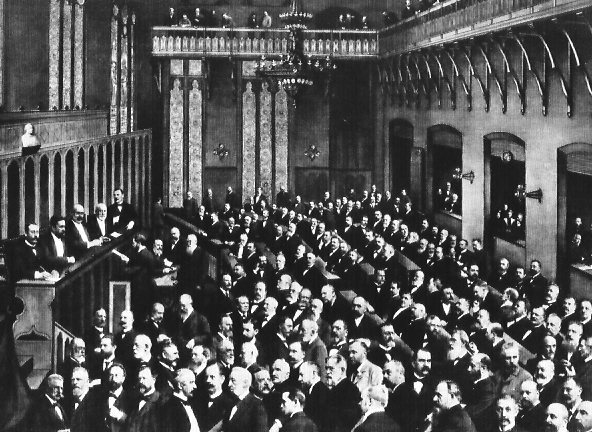
El parlamento en 1897.

Después de que el antiguo ayuntamiento fuera destruido en el gran incendio de 1842, se tardaron 55 años en construir uno nuevo. El edificio actual fue diseñado por un grupo de siete arquitectos, dirigido por Martin Haller. La construcción comenzó en 1886 y el nuevo ayuntamiento se inauguró en 1897. Su coste fue de 11 millones de marcos de oro alemanes, unos 80 millones de euros. El 26 de octubre de 1897, en la ceremonia de inauguración, el alcalde Johannes Versmann recibió la llave del ayuntamiento.
Después de la Segunda Guerra Mundial, varios jefes de Estado visitaron Hamburgo y su Ayuntamiento, entre ellos el Emperador Haile Selassie I, el Shahanshah Mohammad Reza Pahlevi en 1955, y la Reina Isabel II en 1965. Se celebró una ceremonia de recuerdo en la plaza del mercado por las víctimas de la inudación del mar del Norte de 1962. Un momento más feliz fue la celebración del campeonato de fútbol logrado por el Hamburger SV.
En 1971 se descubrió accidentalmente una habitación en la torre durante la búsqueda de un documento que se había caído tras un archivador, por lo que hay probabilidad de que haya más de las 647 habitaciones que se cuentan en la actualidad.

## Arquitectura
El exterior del edificio es de estilo neorrenacentista, que es sustituido en el interior por algunos elementos históricos. Es uno de los pocos edificios preservados íntegramente de estilo historicista en Hamburgo. Construido en un período de riqueza y prosperidad, en el que el Reino de Prusia y sus confederados derrotaron a Francia en la guerra franco-prusiana y se creó el Imperio Alemán, el aspecto del nuevo Ayuntamiento de Hamburgo debía expresar esta riqueza y también la independencia del estado de Hamburgo y sus tradición republicana. El ayuntamiento tiene una superficie total de 17000 m², sin incluir el restaurante Ratsweinkeller de 2900 m². La torre tiene 112 m de altura y 436 escalones. El edificio tiene 647 habitaciones, seis más que el Palacio de Buckingham, en una superficie de 5400 m².
El balcón está coronado por un mosaico de la diosa patrona de Hamburgo, Hammonia, una inscripción del lema latino "Libertatem quam peperere maiores digne studeat servare posteritas" (que la posteridad se esfuerce para preservar la libertad conseguida por nuestros mayores) y el escudo de la ciudad.
El patio está decorado con una fuente de Higía. Higía, como la diosa de la salud en la mitología griega, y las figuras que la rodean representan el poder y pureza del agua. Fue construido en recuerdo de la epidemia de cólera de 1892; su antigua función era la refrigeración del aire del ayuntamiento.

## Uso
El lobby es una zona pública usada para conciertos y exposiciones. La sala del emperador en la primera planta es la segunda sala de representación más grande, llamada en honor a Guillermo II y funciona como una habitación de presentaciones oficiales. La sala del alcalde fue planeada como una pequeña sala de reuniones. En la habitación se realiza la inscripción en el Libro de Oro de la ciudad, llevada a cabo por muchos dignatarios incluido el antiguo presidente de Alemania Paul von Hindenburg y el Dalái lama. En el ala izquierda está la planta del Parlamento de Hamburgo. Los 121 representantes se reúnen en una habitación que fue renovada durante la Alemania Nazi. Solo tres campos del techo mantienen la decoración original.
El Ayuntamiento participa en la Noche de los Museos. Aunque no es un museo, tiene muchos detalles históricos. El lema durante la Noche de los Museos de Hamburgo es "larga noche en el centro del poder".

## Alrededores
El ayuntamiento se sitúa en el centro de Hamburgo. Frente a él está una plaza del mercado, Rathausmarkt, usada para eventos y festivales. En la parte trasera del ayuntamiento está la Bolsa de Hamburgo. La principal calle comercial, Mönckebergstraße, conecta el ayuntamiento con la estación central. Justo al norte del ayuntamiento está el Binnenalster con la estación de Jungfernstieg y el muelle para los barcos. Un monumento cercano es la Iglesia de San Pedro.

## Galería de imágenes

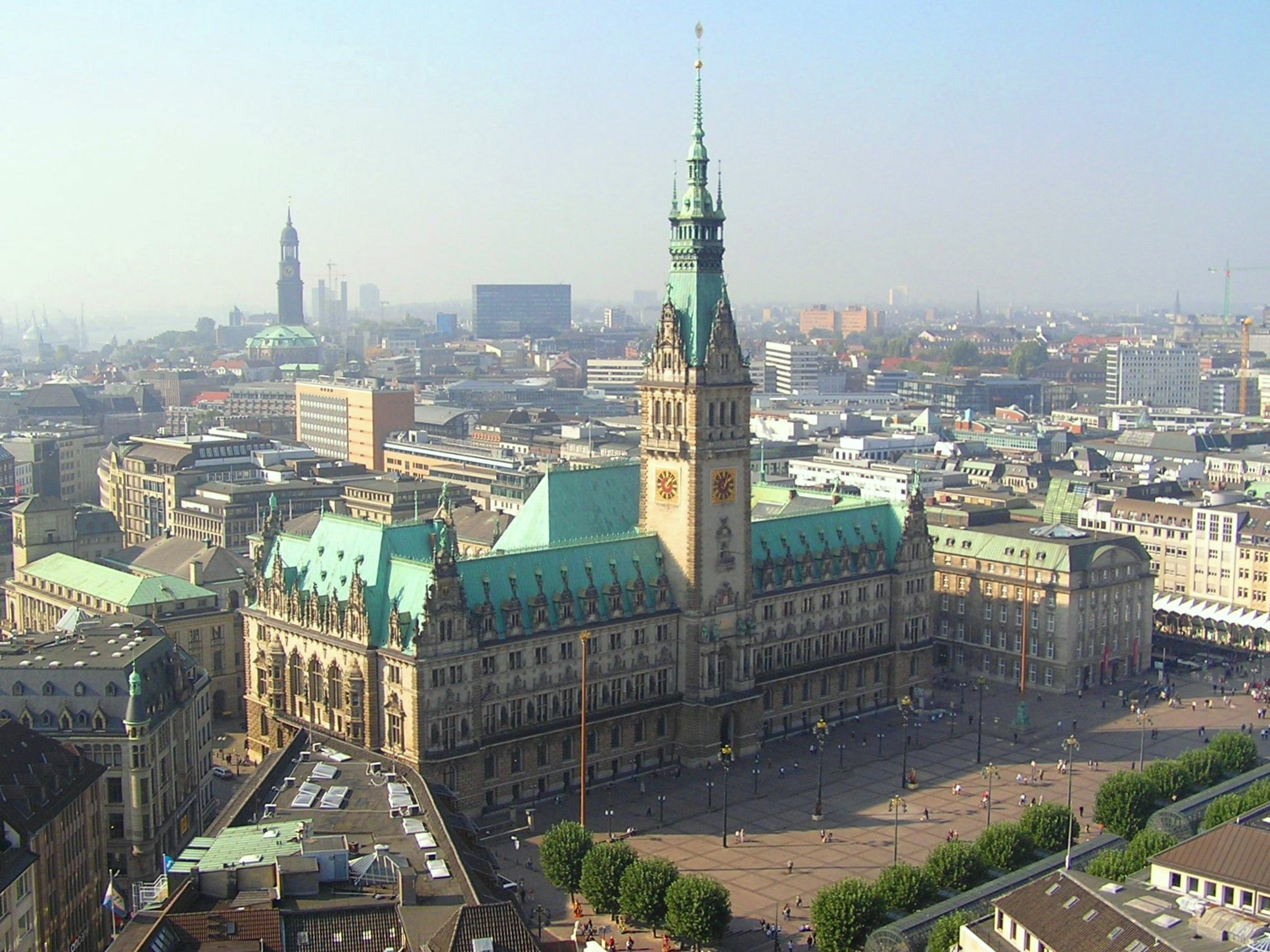
Vista del ayuntamiento desde el chapitel de la Iglesia de San Pedro. En el fondo está la Iglesia de San Miguel.
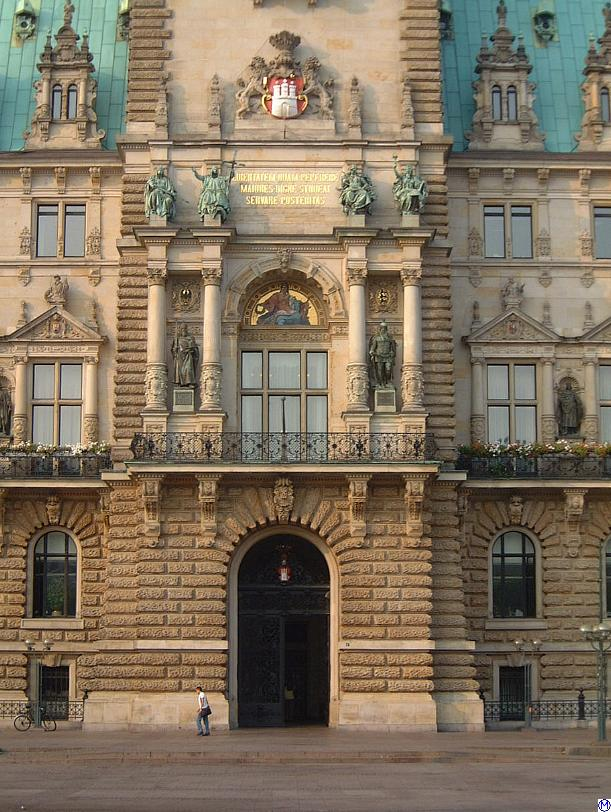
El portal
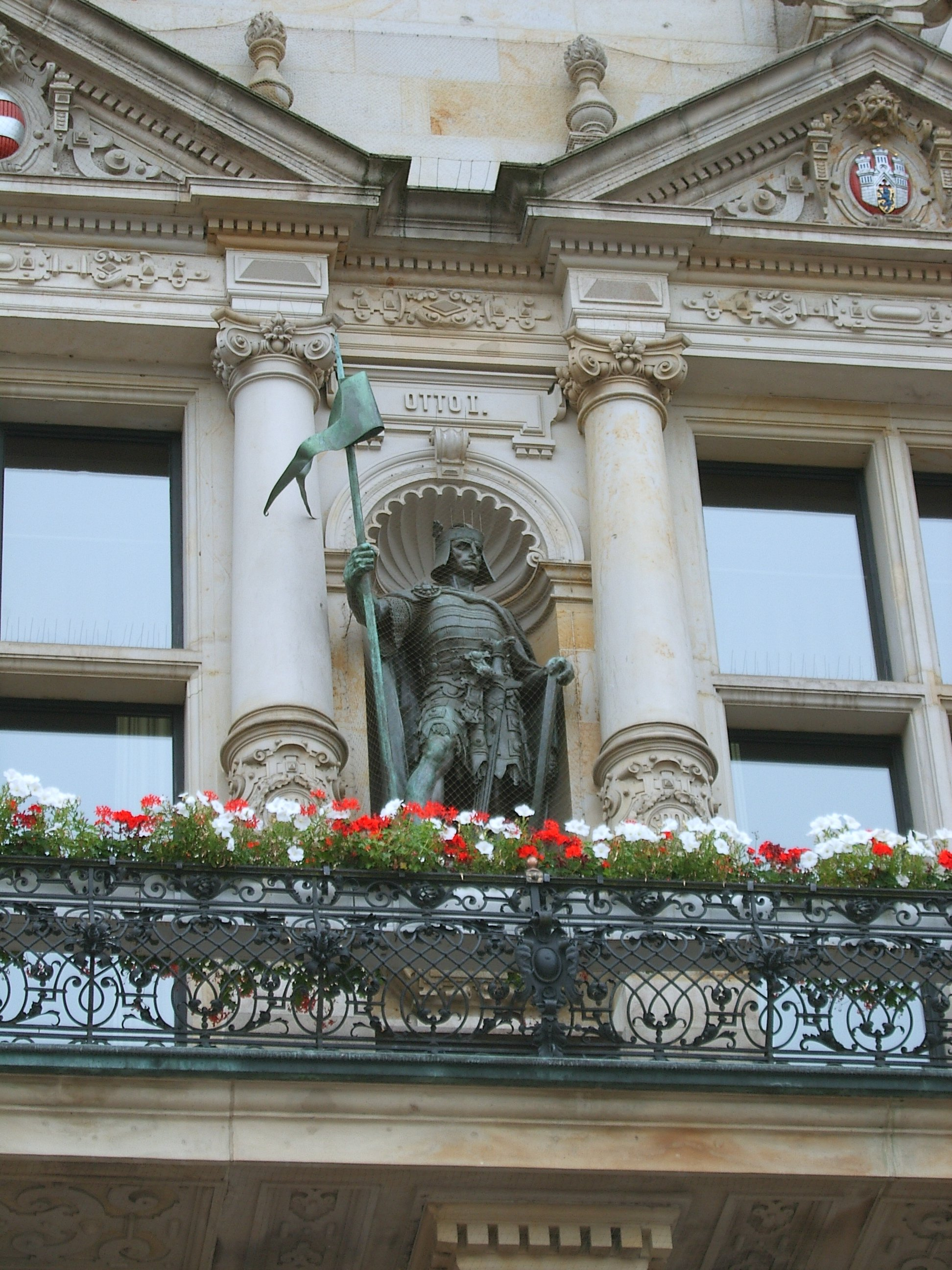
Detalle del balcón (Otón I)
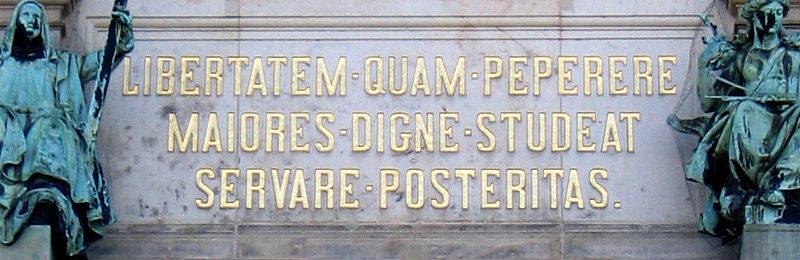
El lema latino
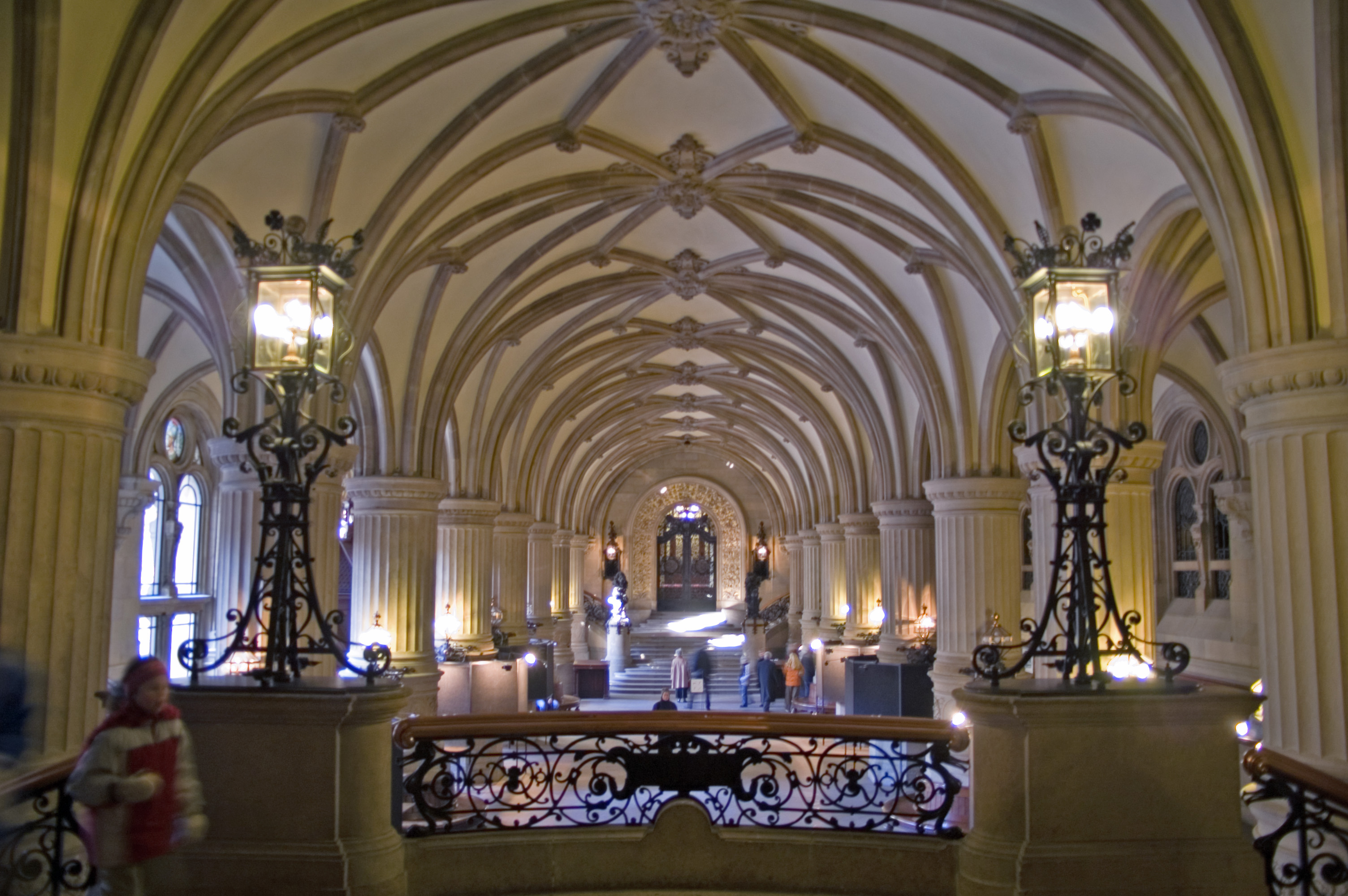
El lobby.
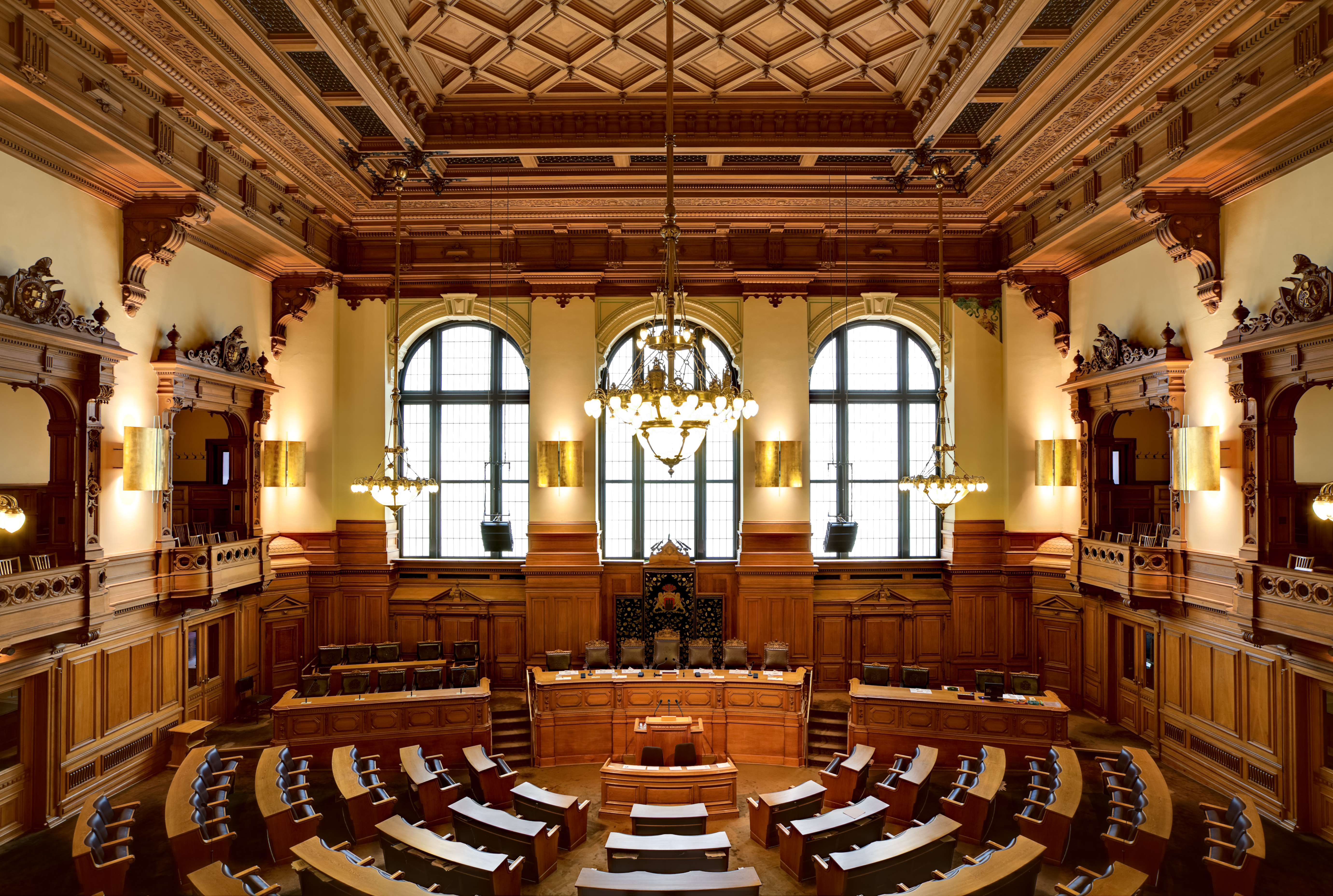
El parlamento. (360°)
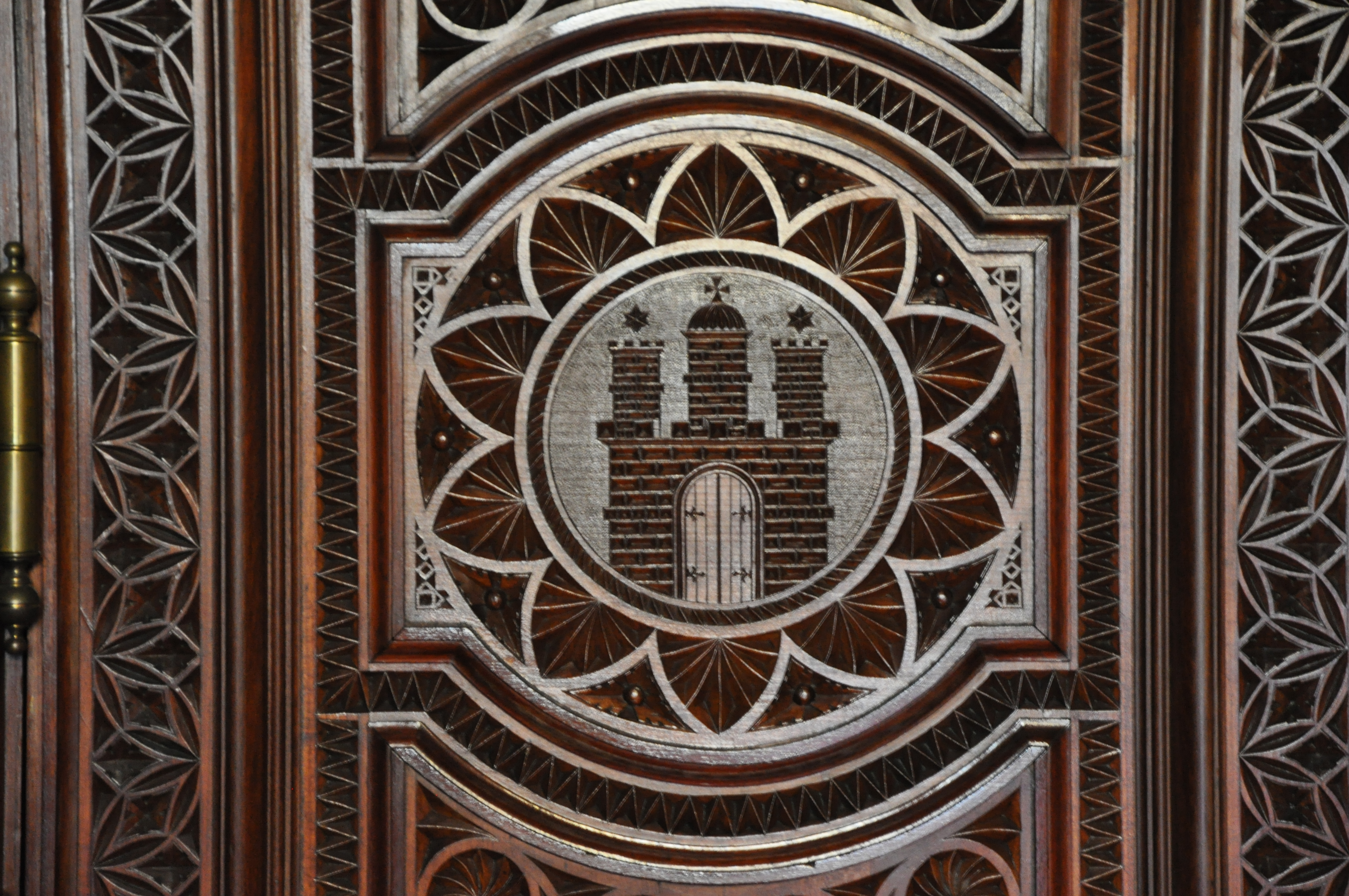
Típica madera tallada
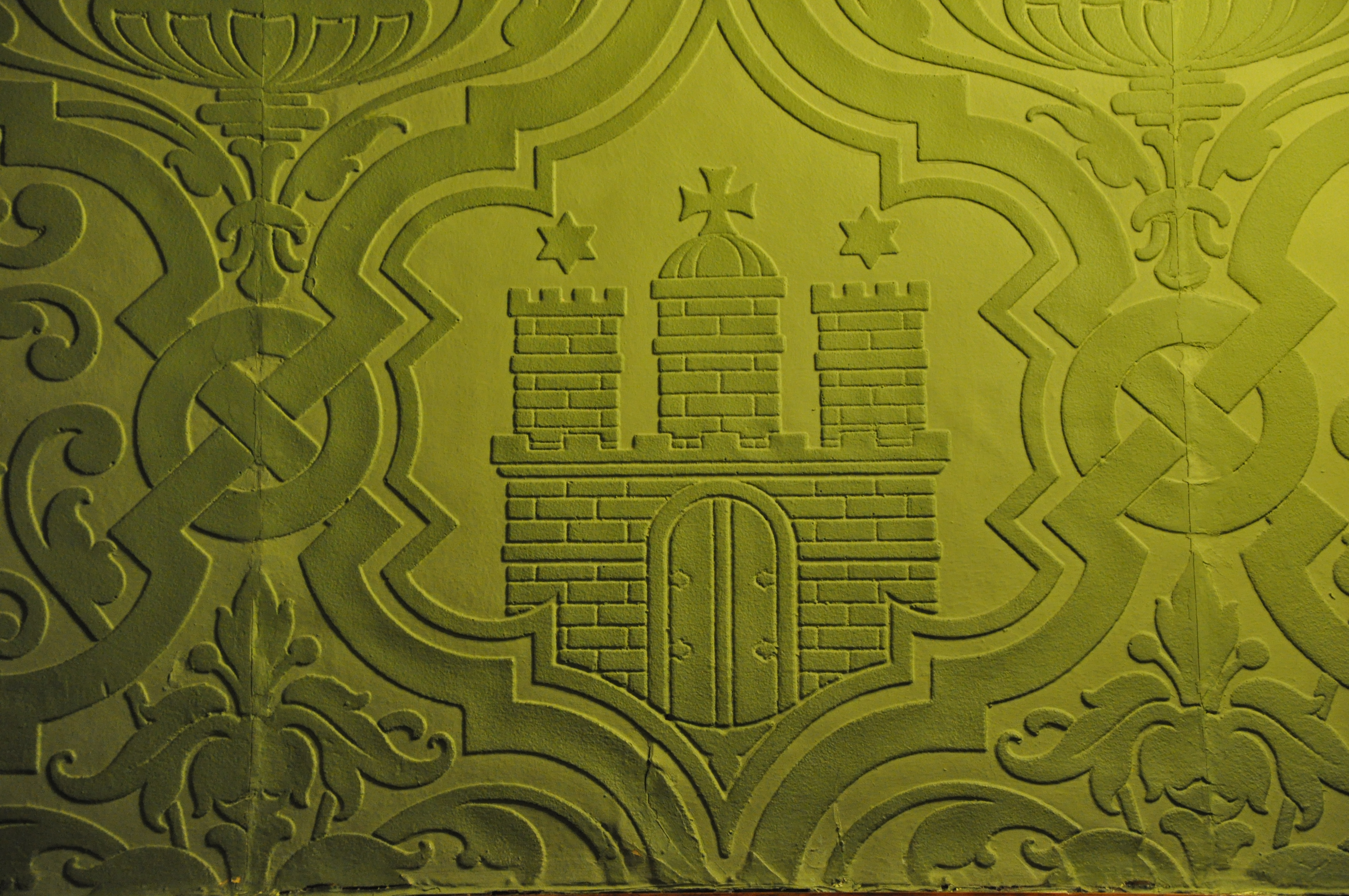
Azulejos
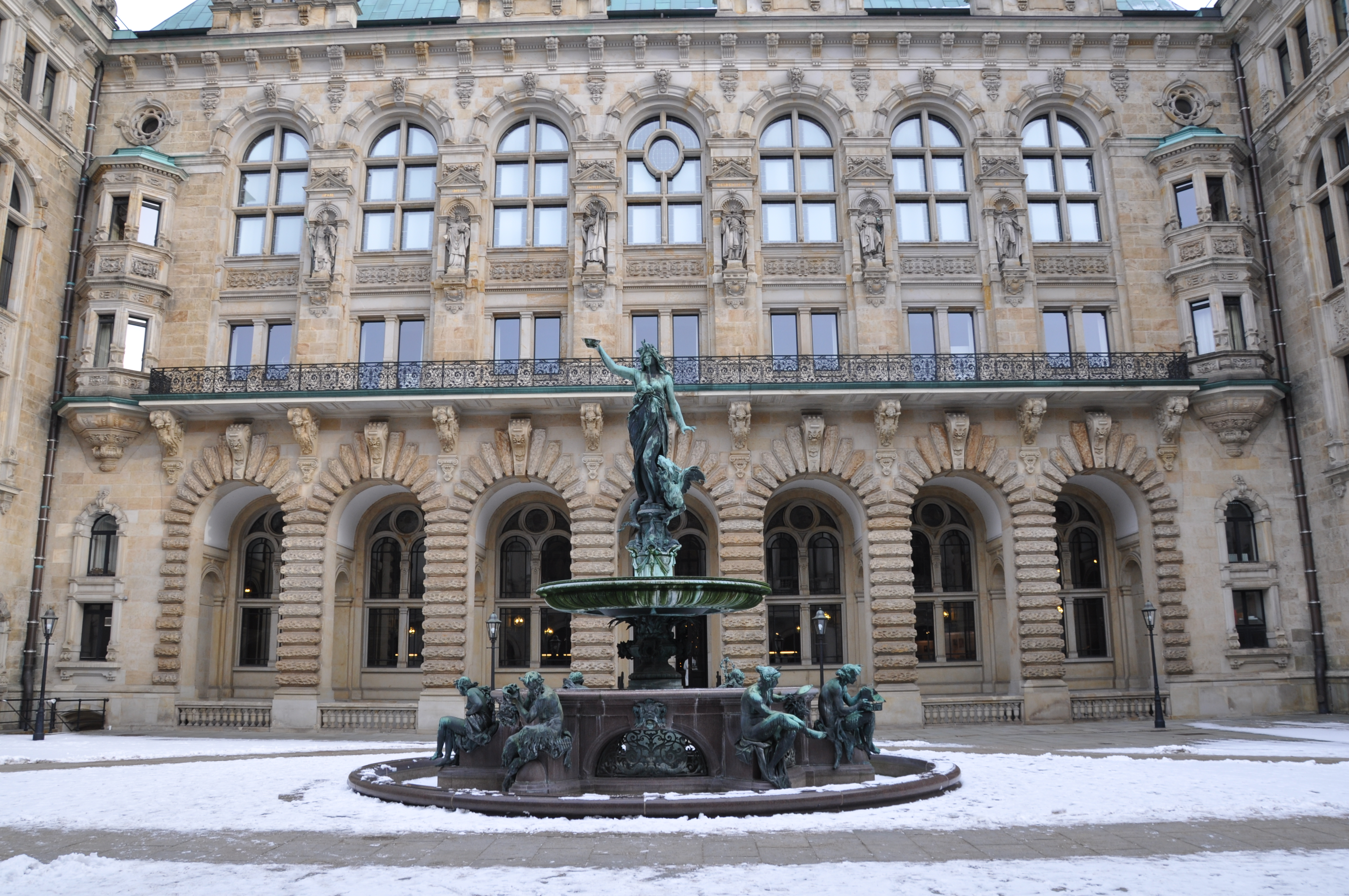
El patio (360)